# Brice de Nice
 (octobre 2016).
Si vous disposez d'ouvrages ou d'articles de référence ou si vous connaissez des sites web de qualité traitant du thème abordé ici, merci de compléter l'article en donnant les références utiles à sa vérifiabilité et en les liant à la section « Notes et références ».
Pour le film du même nom, voir Brice de Nice (film).
Brice de Nice (identité de fiction complète : Brice Bertrand Agostini) est un personnage de fiction incarné par l'humoriste et acteur Jean Dujardin, représentant un surfeur arrogant originaire de Nice. Apparu tout d'abord dans les saynètes de Jean Dujardin, le personnage est ensuite devenu, grâce à sa popularité, le personnage des films Brice de Nice et Brice 3.

## Origine du personnage
Le personnage de Brice de Nice apparaît dans une saynète de café-théâtre de Jean Dujardin. La saynète passe à la télévision pour la première fois dans l'émission Graines de star dans les années 1990. L'acteur s'était inspiré d'un des camarades de classe de sa jeunesse pour créer un personnage prétentieux, égocentrique, obnubilé par son apparence et par le fait de « casser » ses interlocuteurs, pratique consistant à les désarçonner par des reparties cinglantes. Brice aime souligner qu'il vient de « casser » son interlocuteur en disant : « je t'ai cassé » avec un geste en biais de la main. Il cherche à se donner une image surfeur dans le vent, attachant par sa naïveté et sa déconnexion totale de la réalité.

## Les saynètes
La première saynète :
- Le surfeur sur scène, dans l'émission Graine de star, et dans une émission de Patrick Sébastien

Le personnage de Brice de Nice a ensuite été repris dans quatre saynètes dans l'émission Nous Ç Nous, diffusées dans différentes émissions télévisuelles (dont Farce Attaque). Ces saynètes n'ont jamais été officiellement intitulées.
- La leçon de casse où il nous apprend les différentes techniques et la gestuelle pour bien casser.
- Les bars branchés où il nous apprend comment assurer dans les bars branchés.
- La drague où on découvre que Jean-Guillaume se transforme en Brice quand il se fait rejeter par les filles. Les autres personnages sont Natacha jouée par Bruno Salomone, et « le Meuble » joué par Manu Joucla.
- Brice et MC Saturn en vacances (ou Brice à la plage), tourné aux îles des Saintes, avec le personnage de Saturnin, dit MC Saturn, joué par Bruno Salomone. Le personnage de MC Saturn apparaît en rôle principal saynètes Lascars infos et préfigure celui d'Igor d'Hossegor, joué par le même acteur avec plusieurs répliques identiques.

## Des saynètes au film
Entre la dernière diffusion des saynètes (fin des années 1990) et la sortie du film de James Huth en 2005, le personnage de Brice de Nice a vécu par le bouche à oreille. Les saynètes ont circulé sous forme numérique via internet. Des sites internet de fans ont diffusé de très nombreux fan art, organisé des concours de déguisements, contribuant ainsi à maintenir la notoriété du personnage.
Face à la popularité latente de Brice de Nice, Jean Dujardin a décidé de tenter l'aventure du grand écran. Grâce à la scénariste Karine Angeli, il a construit tout un univers autour de son personnage pour servir de base à une aventure de 98 minutes.